# يوهان فيشر
يوهان فيشر (بالألمانية: Johann Gustav Fischer)‏ (و. 1819 – 1889 م) هو عالم زواحف، وعالم أسماك، من ألمانيا، ولد في هامبورغ، توفي في هامبورغ، عن عمر يناهز 70 عاماً.